# Jelejewo
Jelejewo (ros. Елеево) – wieś (sieło) w Rosji, w Mari El, w rejonie parańgińskim. W 2010 liczyła 783 mieszkańców.